# David Hannay
David Hannay (23 de junio de 1939 - 31 de marzo de 2014) fue un productor de cine de Australia. Él trabajó con Greater Union y fue productor independiente a partir de 1977.
Nació en Nueva Zelanda. Su primer trabajo en la industria fue como asistente de casting de extras para Summer of the Seventeenth Doll. Hannay se convirtió en la cabeza de la producción de Gemini Productions el los periodos 1970-73 y 1975-76. En 1974 se desempeñó como gerente general de la The Movie Company, una filial de producción de Greater Union. Desde 1977 fue un productor independiente.
Fue diagnosticado con cáncer en 2012, y murió en 2014. Un obituario lo describió como "uno de los pioneros de la moderna industria australiana de cine, un cinéfilo apasionado, mentor y amigo leal".

## Acreditaciones selectas
- Kung Fu Killers (1974) - coproductor
- Stone (1974)
- The Man from Hong Kong (1975)
- Solo (1977)
- Alison's Birthday (1981)
- Emma's War (1986)
- Death of a Soldier (1986)
- Comrades (1986) - productor asociado
- Kadaicha (1988)
- Mapantsula (1988)
- The Returning (1990)
- Gross Misconduct (1993)
- Shotgun Wedding (1993)
- Dags (1998) - producto ejecutivo
- Cubbyhouse (2001)

## Premios
- Human Rights Australia Film Award - 1988
- Producers and Directors Guild of Australia Lifetime Achievement Award - 1996
- Screen Producers Association Maura Fay Award for service to the industry - 2002
- AFI Raymond Longford Award - 2007
- Life membership of Screen Producers Association of Australia - 2009
- Ken G Hall Film Preservation Award - 2011